# (I Can't Get No) Satisfaction
"(I Can't Get No) Satisfaction" là bài hát của ban nhạc rock Anh The Rolling Stones, phát hành năm 1965. Ca khúc do Mick Jagger và Keith Richards sáng tác, do Andrew Loog Oldham sản xuất.
"Satisfaction" giúp Stones có được vị trí quán quân đầu tiên tại Mỹ. Ở Anh, đĩa đơn được phát hành vào tháng 8 năm 1965; nó trở thành đĩa đơn quán quân thứ tư của Rolling Stones ở Liên hiệp Anh. Bài hát được cho là một trong những ca khúc nhạc rock vĩ đại nhất. Năm 2004, tạp chí Rolling Stone xếp "Satisfaction" đứng vị trí thứ hai trong danh sách "500 bài hát vĩ đại nhất".